# (10813) Mästerby
(10813) Mästerby (1993 FE31) – planetoida z pasa głównego asteroid okrążająca Słońce w ciągu 5,75 lat w średniej odległości 3,21 j.a. Odkryta 19 marca 1993 roku.